# The Patrick Star Show
The Patrick Star Show (El show de Patricio Estrella en Hispanoamérica, y Patricio es la estrella en España) es una serie de televisión animada estadounidense que se estrenó en Nickelodeon el 9 de julio de 2021. Es un spin-off de Bob Esponja que se centra en Patricio Estrella y su familia presentando un programa de entrevistas. En marzo de 2022, la serie fue renovada para una segunda temporada.

## Patricio
Puede apreciarse a lo largo de la serie que Patricio tiene un gusto especial hacia las sirenas, enamorándose de inmediato al ver una, esto puede verse en cuando se enamora de la Princesa Mindy y en el episodio El Triángulo de Fondo de Bikini, cuando se enamora de un grupo de sirenas, y le comenta a Bob: Vete, yo me quedaré un rato con las chicas. No tiene nariz, lo cual también limita sus opiniones, en el episodio cuando Bob Esponja prepara su manjar especial por ejemplo, que le deja un mal aliento, por lo cual la gente huye de él y Patricio por no poder oler, lo lleva a la conclusión de que es feo y por eso ahuyenta a los habitantes de Fondo de Bikini. En el capítulo No Nose Knows, Patricio llega a descubrir el placer de oler; pero se angustia al oler aromas que él nunca había olfateado en su vida (como un queso importado que ignoraba que su mal aroma era parte del mismo y no era por putrefacción). No obstante, ha olfateado aromas sin ella, como en el capítulo Rock-a-Bye Bivalve, que puede oler el aroma a sucio; incluso en el capítulo La batalla de Fondo de Bikini, Patricio se saca mucosa nasal de una nariz que él mismo se hace surgir. El único título que puede presumir le fue otorgado en el episodio El Gran Fracasado Rosa por no haber hecho absolutamente nada durante más tiempo que nadie y busca seguir invicto en ese título, aunque puede considerarse que perdió este título momentáneamente después de la película. Algo que cabe destacar es su fuerza y habilidad acrobática como se muestra en varios episodios. Ha estado en la cárcel varias veces en la serie. En el episodio de "El guardaespaldas", Patricio se recluye voluntariamente creyendo que él es el estrangulador de soplones un infame criminal de fondo de bikini también confundiendo a su mejor amigo como un policía.

## Argumento
La estrella de mar Patricio presenta su propio programa de entrevistas, con el apoyo de su familia.

## Personajes
- Patricio Estrella (Bill Fagerbakke)[4]
- Cecilio Estrella (Tom Wilson)[4][Nota 1]
- Bunny Estrella (Cree Summer)[4][Nota 1]
- Calamarina Estrella (Jill Talley)[4]
- Abuelo GrandPat Estrella (Dana Snyder)[4]
- Abuela Tentáculos (con la voz de Cree Summer)[4]
- Bob Esponja (con la voz de Tom Kenny)
- Calamardo Tentáculos (con la voz de Rodger Bumpass)
- Plankton (con la voz de Doug Lawrence)
- Arenita Mejillas (con la voz de Carolyn Lawrence)
- Don Cangrejo (con la voz de Clancy Brown)

## Producción
Nickelodeon anunció que Bob Esponja obtendría otro spin-off protagonizado por Patricio en agosto de 2020. En marzo de 2021, se anunció que Nickelodeon había ordenado 13 episodios y que la serie se lanzaría en el verano de 2021.

## Episodios

### Temporada 1 (2021-23)
| N.º en serie | N.º en temp. | Título                                                                  | Fecha de emisión original | Fecha de Latinoamérica                                                                                               | Código de prod. | Audiencia (millones) |
| ------------ | ------------ | ----------------------------------------------------------------------- | ------------------------- | --- | --------------- | -------------------- |
| 1            | 1            | «Tarde para el desayuno»«Trabajos molestos»                             | 9 de julio de 2021        | 13 de noviembre de 2021                                                                                              | 101             | 0.65                 |
| 2            | 2            | «Pat-a-ton»«Perdido en el sofá»                                         | 16 de julio de 2021       | 27 de noviembre de 2021                                                                                              | 103             | 0.44                 |
| 3            | 3            | «Guerra de las escaleras»«Enemigos de moda»                             | 23 de julio de 2021       | 20 de noviembre de 2021                                                                                              | 102             | 0.47                 |
| 4            | 4            | «La embrujada casa Estrella»                                            | 30 de julio de 2021       | 28 de octubre de 2022                                                                                                | 107A            | 0.40                 |
| 5            | 5            | «El pequeño ayudante de Calamarina»                                     | 6 de agosto de 2021       | 4 de diciembre de 2021                                                                                               | 105A            | 0.48                 |
| 6            | 6            | «Huele algo raro»                                                       | 13 de agosto de 2021      | 4 de diciembre de 2021                                                                                               | 105B            | 0.35                 |
| 7            | 7            | «20,000 lenguas del Terror»                                             | 22 de octubre de 2021     | 21 de octubre de 2022                                                                                                | 108             | 0.51                 |
| 8            | 8            | «Vacaciones en la gasolinera»                                           | 29 de octubre de 2021     | 18 de diciembre de 2021                                                                                              | 106A            | 0.45                 |
| 9            | 9            | «Bunny la bárbara»                                                      | 5 de noviembre de 2021    | 18 de diciembre de 2021                                                                                              | 106B            | 0.49                 |
| 10           | 10           | «La venta de garaje»                                                    | 19 de noviembre de 2021   | 11 de diciembre de 2021                                                                                              | 104             | 0.32                 |
| 11           | 11           | «Justo a tiempo para Navidad»                                           | 3 de diciembre de 2021    | 20 de diciembre de 2022                                                                                              | 110A            | 0.42                 |
| 12           | 12           | «Quién es un niño grande?»                                              | 4 de marzo de 2022        | 10 de junio de 2023                                                                                                  | 107B            | 0.40                 |
| 13           | 13           | «Festival de cultura Klopnobiana»                                       | 11 de marzo de 2022       | 3 de junio de 2023                                                                                                   | 110B            | —                    |
| 14           | 14           | «Hasta papá ida y vuelta»                                               | 18 de marzo de 2022       | 4 de junio de 2022                                                                                                   | 109A            | —                    |
| 15           | 15           | «Sobreviviendo»                                                         | 25 de marzo de 2022       | 11 de junio de 2022                                                                                                  | 109B            | 0.43                 |
| 16           | 16           | «La X marca la olla»                                                    | 1 de abril de 2022        | 18 de junio de 2022                                                                                                  | 111A            | 0.37                 |
| 17           | 17           | «El callejón de Patricio»                                               | 8 de abril de 2022        | 25 de junio de 2022                                                                                                  | 111B            | 0.37                 |
| 18           | 18           | «Perlita quiere ser una estrella»                                       | 8 de abril de 2022        | 6 de septiembre de 2022 (México y Panregional)10 de septiembre de 2022 (Sur)                                         | 112A            | 0.37                 |
| 19           | 19           | «Noticiero del vecindario de los zopencos»«Final de mitad de temporada» | 22 de julio de 2022       | 13 de septiembre de 2022 (113A) 16 de septiembre de 2022 (113B) (México y Panregional)24 de septiembre de 2022 (Sur) | 113             | 0.29                 |
| 20           | 20           | «La familia diminuta»                                                   | 13 de enero de 2023       | 25 de marzo de 2023                                                                                                  | 114A            | 0.31                 |
| 21           | 21           | «Un viaje increíble»                                                    | 10 de febrero de 2023     | 24 de junio de 2023                                                                                                  | 115A            | 0.19                 |
| 22           | 22           | «Festival de invitados»                                                 | 17 de febrero de 2023     | 1 de julio de 2023                                                                                                   | 115B            | 0.25                 |
| 23           | 23           | «Revancha retroactiva»                                                  | 24 de febrero de 2023     | 8 de julio de 2023                                                                                                   | 116A            | 0.27                 |
| 24           | 24           | «Caza casas»                                                            | 3 de marzo de 2023        | 15 de julio de 2023                                                                                                  | 116B            | 0.21                 |
| 25           | 25           | «Súper niñeras»                                                         | 10 de abril de 2023       | 9 de septiembre de 2022 (México y Panregional)18 de septiembre de 2022 (Sur)                                         | 112B            | 0.15                 |
| 26           | 26           | «Primo gemelo malvado»                                                  | 11 de abril de 2023       | 17 de junio de 2023                                                                                                  | 114B            | —                    |
| 27           | 27           | «El tonto babeante»                                                     | 12 de abril de 2023       | 22 de julio de 2023                                                                                                  | 117A            | —                    |
| 28           | 28           | «Patricio tiene un zoológico suelto»                                    | 13 de abril de 2023       | 29 de julio de 2023                                                                                                  | 117B            | —                    |
| 29           | 29           | «El efecto desastroso»                                                  | 17 de abril de 2023       | 7 de agosto de 2023                                                                                                  | 118A            | —                    |
| 30           | 30           | «Un espacio para recordar»                                              | 18 de abril de 2023       | 8 de agosto de 2023                                                                                                  | 118B            | —                    |
| 31           | 31           | «Clase de cocina»                                                       | 19 de abril de 2023       | 9 de agosto de 2023                                                                                                  | 119A            | —                    |
| 32           | 32           | «Puerta a la imaginación»                                               | 20 de abril de 2023       | 10 de agosto de 2023                                                                                                 | 119B            | —                    |
| 33           | 33           | «La infancia del abuelo»                                                | 24 de abril de 2023       | 11 de agosto de 2023                                                                                                 | 120A            | —                    |
| 34           | 34           | «El programa cavernícola de Patricio Estrella»                          | 25 de abril de 2023       | 11 de agosto de 2023                                                                                                 | 120B            | —                    |
| 35           | 35           | «El show de Patricio se vende»                                          | 26 de abril de 2023       | 6 de noviembre de 2023                                                                                               | 121A            | —                    |
| 36           | 36           | «El baile de Neptuno»                                                   | 27 de abril de 2023       | 6 de noviembre de 2023                                                                                               | 121B            | —                    |
| 37           | 37           | «El escondite de bigotes de papá»                                       | 1 de mayo de 2023         | 7 de noviembre de 2023                                                                                               | 122A            | —                    |
| 38           | 38           | «Una simple raíz»                                                       | 2 de mayo de 2023         | 7 de noviembre de 2023 (Resto de Latinoamérica)8 de noviembre de 2023 (México)                                       | 122B            | —                    |
| 39           | 39           | «Los premios estrellados»                                               | 3 de mayo de 2023         | 8 de noviembre de 2023 (Resto de Latinoamérica)9 de noviembre de 2023 (México)                                       | 123A            | —                    |
| 40           | 40           | «Acción de Blorp»                                                       | 4 de mayo de 2023         | 9 de noviembre de 2023 (Resto de Latinoamérica)10 de noviembre de 2023 (México)                                      | 123B            | —                    |
| 41           | 41           | «E doble»                                                               | 3 de julio de 2023        | 10 de noviembre de 2023 (Resto de Latinoamérica)13 de noviembre de 2023 (México)                                     | 124A            | —                    |
| 42           | 42           | «Huelga de órganos»                                                     | 4 de julio de 2023        | 13 de noviembre de 2023                                                                                              | 124B            | —                    |
| 43           | 43           | «Quién es la bruja?»                                                    | 5 de julio de 2023        | 14 de noviembre de 2023                                                                                              | 125A            | —                    |
| 44           | 44           | «Salgan de mi césped»                                                   | 6 de julio de 2023        | 15 de noviembre de 2023                                                                                              | 125B            | —                    |
| 45           | 45           | «Las reseñas de Robalo Burbujas»                                        | 24 de julio de 2023       | 16 de noviembre de 2023                                                                                              | 126A            | —                    |
| 46           | 46           | «Los compañeros de prisión de Patricio»                                 | 25 de julio de 2023       | 17 de noviembre de 2023                                                                                              | 126B            | —                    |

### Temporada 2 (2023-24)
| N.º en serie | N.º en temp. | Título                                       | Fecha de emisión original | Fecha de Latinoamérica                                                             | Código de prod. | Audiencia (millones) |
| ------------ | ------------ | -------------------------------------------- | ------------------------- | ---------------------------------------------------------------------------------- | --------------- | -------------------- |
| 47           | 1            | «El show de Patricio Estrella da dividendos» | 26 de julio de 2023       | 15 de marzo de 2024                                                                | 201A            | 0.17                 |
| 48           | 2            | «Los juegos estrella»                        | 27 de julio de 2023       | 12 de marzo de 2024                                                                | 201B            | 0.16                 |
| 49           | 3            | «Super Estrellas»                            | 6 de noviembre de 2023    | 13 de marzo de 2024                                                                | 202A            | 0.13                 |
| 50           | 4            | «Ahora museo si, ahora museo no»             | 7 de noviembre de 2023    | 14 de marzo de 2024                                                                | 202B            | 0.16                 |
| 51           | 5            | «101 inodoros»                               | 8 de noviembre de 2023    | 11 de marzo de 2024                                                                | 203A            | 0.08                 |
| 52           | 6            | «Panteón familiar»                           | 9 de noviembre de 2023    | 18 de marzo de 2024                                                                | 203B            | 0.08                 |
| 53           | 7            | «La ira de Mandilor»                         | 13 de noviembre de 2023   | 19 de marzo de 2024                                                                | 204A            | 0.12                 |
| 54           | 8            | «Se perdió el vecindario»                    | 14 de noviembre de 2023   | 20 de marzo de 2024                                                                | 204B            | 0.14                 |
| 55           | 9            | «Estrellas de cine»                          | 15 de noviembre de 2023   | 21 de marzo de 2024                                                                | 205A            | 0.12                 |
| 56           | 10           | «Dr. Ciencia Inteligente»                    | 16 de noviembre de 2023   | 22 de marzo de 2024                                                                | 205B            | 0.10                 |
| 57           | 11           | «El episodio del inodoro»                    | 13 de febrero de 2024     | 23 de septiembre de 2024 (Resto de Latinoamérica)24 de septiembre de 2024 (México) | 206A            | 0.19                 |
| 58           | 12           | «Lanzándose al agua»                         | 15 de febrero de 2024     | 23 de septiembre de 2024 (Resto de Latinoamérica)24 de septiembre de 2024 (México) | 206B            | 0.07                 |
| 59           | 13           | «El balde de deseos»                         | 21 de febrero de 2024     | 23 de septiembre de 2024 (México)24 de septiembre de 2024 (Resto de Latinoamérica) | 207A            | 0.12                 |
| 60           | 14           | «El bebé Patricio»                           | 22 de febrero de 2024     | 23 de septiembre de 2024 (México)24 de septiembre de 2024 (Resto de Latinoamérica) | 207B            | 0.12                 |
| 61           | 15           | «¿Hay un director en la casa?»               | 27 de febrero de 2024     | 25 de septiembre de 2024                                                           | 208A            | 0.10                 |
| 62           | 16           | «Crucero estelar»                            | 28 de febrero de 2024     | 25 de septiembre de 2024                                                           | 208B            | 0.12                 |
| 63           | 17           | «Sírvase frío»                               | 29 de febrero de 2024     | 26 de septiembre de 2024                                                           | 209A            | 0.10                 |
| 64           | 18           | «Pelea de tatuajes»                          | 20 de mayo de 2024        | 26 de septiembre de 2024                                                           | 209B            | 0.06                 |
| 65           | 19           | «Demasiados Patricios»                       | 20 de mayo de 2024        | 27 de septiembre de 2024                                                           | 210A            | 0.06                 |
| 66           | 20           | «Mucho tofu y pocas nueces»                  | 21 de mayo de 2024        | 27 de septiembre de 2024                                                           | 210B            | 0.08                 |
| 67           | 21           | «Modelo sin rostro»                          | 22 de mayo de 2024        | 30 de septiembre de 2024                                                           | 211A            | 0.07                 |
| 68           | 22           | «Restaurante 5 estrellas»                    | 23 de mayo de 2024        | 30 de septiembre de 2024                                                           | 211B            | 0.08                 |
| 69           | 23           | «En casa y escondido»                        | 22 de julio de 2024       | 1 de octubre de 2024                                                               | 212A            | —                    |
| 70           | 24           | «Elige el camino de Patricio»                | 23 de julio de 2024       | 1 de octubre de 2024                                                               | 212B            | —                    |
| 71           | 25           | «Hora de comer»                              | 24 de julio de 2024       | 2 de octubre de 2024                                                               | 213A            | —                    |
| 72           | 26           | «Limpiando la casa»                          | 25 de julio de 2024       | 2 de octubre de 2024                                                               | 213B            | —                    |

### Temporada 3 (2024)
| N.º en serie | N.º en temp. | Título                            | Fecha de emisión original | Fecha de Latinoamérica                                                   | Código de prod. | Audiencia (millones) |
| ------------ | ------------ | --------------------------------- | ------------------------- | ------------------------------------------------------------------------ | --------------- | -------------------- |
| 73           | 1            | «Balde de diversión»              | 29 de julio de 2024       | 3 de octubre de 2024                                                     | 301A            | —                    |
| 74           | 2            | «El show de Patricio en la noche» | 30 de julio de 2024       | 3 de octubre de 2024                                                     | 301B            | —                    |
| 75           | 3            | «Racha de cortes»                 | 31 de julio de 2024       | 4 de octubre de 2024                                                     | 302A            | —                    |
| 76           | 4            | «Robot solitario»                 | 1 de agosto de 2024       | 4 de octubre de 2024                                                     | 302B            | —                    |
| 77           | 5            | «Estrella-aerobics»               | 5 de agosto de 2024       | 2 de diciembre de 2024                                                   | 303A            | —                    |
| 78           | 6            | «¿Dónde está el muñeco?»          | 6 de agosto de 2024       | 3 de diciembre de 2024                                                   | 303B            | —                    |
| 79           | 7            | «Patriciolandia»                  | 7 de agosto de 2024       | 4 de diciembre de 2024                                                   | 304A            | —                    |
| 80           | 8            | «La leyenda del baño perdido»     | 8 de agosto de 2024       | 5 de diciembre de 2024                                                   | 304B            | —                    |
| 81           | 9            | «Impulsando a conducir»           | 19 de agosto de 2024      | 6 de diciembre de 2024                                                   | 305A            | —                    |
| 82           | 10           | «Una cangrebúrguer a tiempo»      | 20 de agosto de 2024      | 9 de diciembre de 2024                                                   | 305B            | —                    |
| 83           | 11           | «Ruta de periódicos»              | 21 de agosto de 2024      | 10 de diciembre de 2024                                                  | 306A            | —                    |
| 84           | 12           | «Día del dardo»                   | 22 de agosto de 2024      | 11 de diciembre de 2024                                                  | 306B            | —                    |
| 85           | 13           | «Something Stupid This Way Comes» | 14 de octubre de 2024     | 26 de octubre de 2025                                                    | 310             | —                    |
| 86           | 14           | «Thanks But No Thanksgiving»      | 25 de noviembre de 2024   | —                                                                        | 311             | —                    |
| 87           | 15           | «Especial Navideño de Calamarina» | 2 de diciembre de 2024    | —                                                                        | 313             | —                    |
| 88           | 16           | «Patty Poo»                       | 4 de diciembre de 2024    | 12 de diciembre de 2024                                                  | 307A            | —                    |
| 89           | 17           | «Cambióberfest»                   | 5 de diciembre de 2024    | 13 de diciembre de 2024                                                  | 307B            | —                    |
| 90           | 18           | «Las bromas de Patricio»          | 10 de diciembre de 2024   | 21 de abril de 2025 (Resto de Latinoamérica)28 de abril de 2025 (México) | 308A            | —                    |
| 91           | 19           | «Crítica de Pat»                  | 12 de diciembre de 2024   | 21 de abril de 2025 (Resto de Latinoamérica)28 de abril de 2025 (México) | 308B            | —                    |
| 92           | 20           | «Cuando ya no quedan ideas»       | 16 de diciembre de 2024   | 22 de abril de 2025 (Resto de Latinoamérica)29 de abril de 2025 (México) | 309A            | —                    |
| 93           | 21           | «Una buena lección»               | 18 de diciembre de 2024   | 23 de abril de 2025 (Resto de Latinoamérica)30 de abril de 2025 (México) | 309B            | —                    |
| 94           | 22           | «Atrapen a Ouchie»                | 20 de diciembre de 2024   | 24 de abril de 2025 (Resto de Latinoamérica)1 de mayo de 2025 (México)   | 312A            | —                    |
| 95           | 23           | «Día del chiste de Papá»          | 24 de diciembre de 2024   | 25 de abril de 2025 (Resto de Latinoamérica)2 de mayo de 2025 (México)   | 312B            | —                    |

### Temporada 4 (2025)
| N.º en serie | N.º en temp. | Título                                                                                        | Fecha de emisión original | Fecha de Latinoamérica                               | Código de prod. | Audiencia (millones) |
| ------------ | ------------ | --------------------------------------------------------------------------------------------- | ------------------------- | ---------------------------------------------------- | --------------- | -------------------- |
| 96           | 1            | «El show de Patricio Estrella se grabó en estudio con público en vivo»«El show debe bostezar» | 21 de marzo de 2025       | 30 de junio de 2025                                  | 401             | —                    |
| 97           | 2            | «El juego del amor»«Helado picante»                                                           | 28 de marzo de 2025       | 1 de julio de 2025 (402A) 2 de julio de 2025 (402B)  | 402             | —                    |
| 98           | 3            | «El inodoro del tiempo»«Con o sin televisión»                                                 | 11 de abril de 2025       | 3 de julio de 2025 (403A) 4 de julio de 2025 (403B)  | 403             | —                    |
| 99           | 4            | «Las mascotas de la tetera»«El vengador parcial»                                              | 18 de abril de 2025       | 7 de julio de 2025 (404A) 8 de julio de 2025 (404B)  | 404             | —                    |
| 100          | 5            | «La maldición de la casa embrujada de Flim Flam»«Rube Tube»                                   | 25 de abril de 2025       | 9 de julio de 2025 (405A) 10 de julio de 2025 (405B) | 405             | —                    |

### Cortos
Estos cortos se estrenaron como parte de Nickelodeon Shorts Showcase, una serie de cortos lanzados para ayudar a promover las próximas series o publicar contenido de las actuales.
| No. serie | Título                   | Fecha de emisión original | Fecha de Latinoamérica | Cód. Prod.     | Audiencia (en millones) |
| --------- | ------------------------ | ------------------------- | ---------------------- | -------------- | ----------------------- |
| 1         | «Ghost»«Pumpkin Carving» | 15 de octubre de 2021     | 9 de octubre de 2022   | 110A110BPAT029 | 0.20                    |

## Premios y nominaciones
| Año  | Premio                                 | Categoría          | Nominados                    | Resultado | Referencia |
| ---- | -------------------------------------- | ------------------ | ---------------------------- | --------- | ---------- |
| 2024 | Nickelodeon Kids' Choice Awards México | Nick Show Favorito | El Show de Patricio Estrella | Nominado  | [ 31 ]     |